# Personaggi di Daria
I personaggi di Daria sono tutti i personaggi apparsi nell'omonima serie televisiva d'animazione.

## Famiglia Morgendorffer
- Daria (stagioni 1-5), voce originale di Tracy Grandstaff, italiana di Marina Massironi (st. 1-4, 1° film) e Sonia Mazza (st. 5, 2° film)

La protagonista della serie, sedicenne altamente intelligente, molto più matura della sua età e con un amore viscerale per l'onestà. Al contempo, però, è anche cinica, sarcastica verso tutto e verso tutti e decisamente misantropa. Nel corso della serie verremo a conoscenza dei motivi che l'hanno portata a maturare una visione così pessimistica della vita e Daria stessa inizierà a cambiare, mitigando certi suoi atteggiamenti e modi di pensare.
- Quinn (stagioni 1-5), voce originale di Wendy Hoopes, italiana di Emanuela Pacotto.

La sorella minore di Daria, è vicepresidentessa del Club della moda e si interessa quasi esclusivamente al suo aspetto, ai vestiti da indossare ed ai ragazzi da cui farsi corteggiare. Poiché si vergogna della sorella afferma sempre che Daria è sua "cugina o giù di lì", o "cugina di terzo grado", o la "ragazza straniera che vive in casa loro". Inizialmente fatua e preda delle mode, maturerà nel corso della serie e migliorerà anche il suo rapporto, altamente conflittuale, con la sorella.
- Helen Morgendorffer (stagioni 1-5), voce originale di Wendy Hoopes, italiana di Dania Cericola.

La madre di Daria. È una donna in carriera costantemente a corto di tempo e attaccata al telefono. Ciò però non le impedisce di aiutare e consigliare le figlie. Spinge costantemente perché Daria esca dal suo isolamento.
- Jake Morgendorffer (stagioni 1-5), voce originale di Julián Rebolledo, italiana di Stefano Albertini

Il padre di Daria. Profondamente segnato da una giovinezza infelice e da un padre indifferente, teme di ripetere gli stessi errori con le sue figlie. È incline agli attacchi d'ira ma in fondo di cuore tenero e di animo allegro. Fa il lavoratore free-lance ed è spesso a casa, quindi si diletta in insoliti esperimenti culinari. L'uomo patisce la disparità professionale con sua moglie.

## Gli studenti del liceo di Lawndale
- Jane Lane (stagioni 1-5), voce originale di Wendy Hoopes, italiana di Marina Thovez.

La migliore amica di Daria, un'artista che odia le convenzioni e si getta a capofitto nelle nuove situazioni, anche sentimentali.
- Brittany Taylor (stagioni 1-5), voce originale di Janie Mertz, italiana di Lara Parmiani.

L'avvenente capitana delle cheerleader della squadra di football di Lawndale. È una ragazza frivola, infantile, ingenua e superficiale ed ha la particolarità di possedere una voce acutissima. È la compagna di Kevin, con cui condivide la stupidità e di cui è estremamente gelosa. Pur essendo leggermente sciocca, ha mostrato in diverse occasioni di essere molto più intelligente di quanto non sembri.
- Kevin Thompson (stagioni 1-5), voce originale di Marc Thompson, italiana di Simone D'Andrea.

Quarterback della squadra di football di Lawndale. È il fidanzato di Brittany Taylor (che chiama Ciliegina) ed è caratterizzato da un'ignoranza e una stupidità impressionanti. I due formano una coppia di stupidi e sono spesso i bersagli preferiti del sarcasmo di Daria e Jane. Kevin è buon amico di Mack. Malgrado lo scarsissimo rendimento scolastico, è uno dei migliori giocatori della squadra.
- Jodie Abigail Landon (stagioni 1-5), voce originale di Jessica Cydnee Jackson, italiana di Alessandra Karpoff.

Ragazza di colore, è una studentessa modello e destinata ad una prestigiosa università, ma soffre la costrizione di essere il "modello" per i ragazzi afro-americani della scuola. Inoltre è costantemente sotto pressione a causa delle attività extra scolastiche che le impongono i genitori. Suo padre, affermato professionista, ha un atteggiamento sprezzante verso gli afro-americani meno abbienti.
- Michael "Mack" Jordan MacKenzie (stagioni 1-2), voce originale di Paul Williams, italiana di Luca Bottale.

Il fidanzato di Jodie. È un ottimo studente ed un ottimo giocatore di football e amico di Kevin. Si irrita ogni volta che quest'ultimo lo chiama "Mack Stallone" ed è in costante debito con i suoi genitori. Insieme a Jodie, è uno degli unici due studenti afroamericani della classe di Daria.
- Charles "Upchuck" Ruttheimer, III (stagioni 1-5), voce originale di Marc Thompson (st. 1) e Geoffrey Arend (st. 2-5), italiana di Daniele Demma.

Il ragazzo meno popolare della scuola, che si lascia spesso andare a battute spinte e ad atteggiamenti platealmente esagerati per far colpo sulle ragazze (senza mai tuttavia riuscirci), quasi sempre accompagnati da un fastidioso ringhio felino. Ha due cugini, Brett e Brad, fratelli gemelli, che appaiono in una sola puntata e che, caratterialmente, sono simili a Daria e Jane.
- I tre J (in originale: The Three J's).

Tre compagni di classe di Quinn, innamorati di lei al punto da dimenticare il rispetto per loro stessi. Giocano nella squadra di football. Una gag ricorrente nella serie vede uno di questi ragazzi, Jamie, sentirsi pronunciare il nome in maniera errata.
- - Joey (stagioni 1-5), voce originale di Geoffrey Arend e Steven Huppert.
  - Jeffy (stagioni 1-5), voce originale di Tim Novikoff.
  - Jamie (stagioni 1-5), voce originale di Marc Thompson.
- Sandi Griffin (stagioni 1-5), voce originale di Janie Mertz, italiana di Tina Venturi.

La presidentessa del Club della moda di cui Quinn fa parte. Tra le due è sempre in corso una guerra fredda per chi sia la più popolare e, di conseguenza, la più influente nel club.
- Stacy Rowe (stagioni 1-5), voce originale di Jessica Zaino e Sarah Drew, italiana di Alessandra Karpoff (st. 1), Giulia Franzoso (st. 2-4, 1° e 2° film).

La segretaria del Club della moda. Debole, insicura e facile al pianto, è spesso vessata da Sandi e nutre venerazione per Quinn. È costantemente impaurita al solo pensiero di contrariare le sue amiche.
- Tiffany Blum-Deckler (stagioni 1-5), voce originale di Ashley Albert, italiana di Jessica Loddo.

La responsabile del Coordinamento del Club della moda. È decisamente sciocca e parla in modo lentissimo. Si schiera di volta in volta con Sandi o con Quinn, a seconda di quale delle due sia in vantaggio. Egocentrica perfino più di Sandi, oltre a preoccuparsi per il suo aspetto, mostra sprezzo verso tutto ciò che trova fuori moda.
- Andrea (stagioni 1-5), voce originale di Susie Lewis Lynn (st. 1-3) e Janie Mertz (st. 4-5).

La ragazza dark compagna di classe di Daria. Quando non è a scuola fa la commessa nel centro commerciale di Lawndale, un posto di lavoro disprezzato impostogli dai suoi genitori.

## Gli insegnanti
- Angela Li (stagioni 1-5), voce originale di Nora Laudani, italiana di Cinzia Massironi.

La preside della scuola. Sempre alla ricerca di attenzioni, è fissata con la sicurezza della scuola, per la quale spende fortune. Questo provoca sovente buchi di bilancio che è costretta a ripianare con discutibilissime sponsorizzazioni o raccolte fondi.
- Timothy O'Neill (stagioni 1-5), voce originale di Marc Thompson, italiana di Aldo Stella.

Insegnante di inglese. È timido e sentimentale, nonché accanito sostenitore delle teorie New Age. È uno dei pochi insegnanti che incoraggiano Daria e spesso la sprona ad utilizzare il suo talento letterario, anche se non sempre a buon fine.
- Janet Barch (stagioni 1-5), voce originale di Ashley Albert, italiana di Patrizia Salmoiraghi.

Insegnante di scienze. È una donna molto energica e passionale, anche se aggressiva. In conseguenza di un brutto divorzio odia tutti i maschi, senza distinzione di età. Ciò nonostante, è riuscita ad intavolare una burrascosa relazione sentimentale col prof. O'Neill (che chiama affettuosamente "quattr'ossa"), in quanto lontano dagli stereotipi maschili da lei vessati.
- Anthony DeMartino (stagioni 1-5), voce originale di Marc Thompson, italiana di Maurizio Scattorin.

Insegnante di storia. Anche lui segnato da un'infanzia infelice, è costantemente stressato e portato agli attacchi d'ira. Nonostante il suo desiderio viscerale di insegnare, è arrivato a disprezzare i suoi studenti, che adesso reputa una massa di idioti. Unica eccezione a questo giudizio lapidario è Daria. In un certo senso, è l'incarnazione di ciò che Jake Morgendorffer sarebbe potuto diventare se non avesse incontrato Helen e messo su famiglia. Ha quasi sempre degli improvvisi picchi di stress caratterizzati dallo sporgere fuori dall'orbita dei suoi occhi, in particolare quello destro.
- Claire Defoe (stagioni 1-5), voce originale di Nicole Carin (st. 1-2) e Danielle Carin (st. 3-5).

Insegnante di arte. Una figlia dei fiori maturata, forse l'insegnante più equilibrata della scuola. Ha una particolare simpatia per Jane Lane, che reputa un'artista di grande talento.
- Diane Bennett (stagioni 1-5), voce originale di Amy Bennett.

Insegnante di Economia. Al pari di Claire, è un insegnante brava e capace, anche se spesso si fa convincere a portare i ragazzi in gita in posti discutibili.
- Margaret Manson (stagione 1), voce originale di Jessica Zaino.

La psicologa della scuola. Ha un ruolo solo nella prima puntata, quando sancisce la "scarsa autostima" di Daria (di cui sbaglia a pronunciare il nome), che aveva risposto in maniera sarcastica alle sue domande.

## Altri personaggi
- Rita e Amy Barksdale (stagioni 2-5), voci originali di Barbara Soehner e Rita Pietropinto.

Le sorelle di Helen e zie materne di Daria e Quinn. Il rapporto tra le tre sorelle è altamente conflittuale. Mentre Rita e Helen hanno un carattere simile, Amy sembra proprio una versione cresciuta di Daria.
- Trent Lane (stagioni 1-5), voce originale di Alvaro J. Gonzales, italiana di Luca Semeraro.

Fratello di Jane. Pigrissimo e anche lui artista, suona nella grunge band Spirale mistica (nome provvisorio: la decisione di cambiarlo viene perennemente procrastinata). Daria si innamora perdutamente di lui, ma non ha il coraggio di dichiararsi e alla fine capisce che sono troppo diversi per potere stare insieme. Rimangono, comunque, buoni amici.
- Wind Lane.

Fratello maggiore di Jane e Trent, è raffigurato come un uomo nevrotico e narcisista, incapace di mantenere un rapporto stretto per lungo tempo.
- Summer Lane.

Primogenita della famiglia Lane, appare una sola volta all'interno della serie.
- Penny Lane.

Figlia di mezzo della famiglia Lane, mal sopporta i fratelli Wind e Summer. Vive spostandosi in vari paesi dell'America Latina nonostante non parli spagnolo e sembri non avere molto a cuore il terzo mondo.
- Tom Sloane, voce originale di Russell Hankin, italiana di Riccardo Lombardo.

Giovane rampollo di una ricca e potente famiglia. Si veste e si comporta come un "alternativo" e condivide il cinismo e lo humor nero di Daria. Alla fine della terza stagione diventa il ragazzo di Jane, ma i due non vanno d'accordo e alla fine della stagione successiva i due si lasciano e Tom si rivela innamorato (ricambiato) di Daria. Questo provocherà una profonda frattura tra le due amiche, poi sanata almeno in parte, che vizierà sin dal principio il rapporto tra Daria e Tom. Alla fine, tuttavia, Daria e Tom si renderanno conto che l'appartenenza a due mondi completamente diversi renderà quasi impossibile portare avanti la loro relazione e si lasceranno, ma senza rompere la loro amicizia.
- Nicholas "Nick" Campbell (stagioni 1-5), voce italiana di Riccardo Peroni.